# Ermita del Santo Cristo de la Vera Cruz (Marbella)
La Ermita del Santo Cristo de la Vera Cruz es un templo católico de la ciudad de Marbella, en la provincia de Málaga, España. Está situada en el Barrio Alto, arrabal histórico de la antigua ciudad, considerado como parte del casco antiguo. 
La ermita fue construida en el siglo XVI y ampliada posteriormente en el siglo XVIII. La fachada principal presenta una portada de piedra vista y el resto acabado en cal, como es tradicional en muchas ermitas de Andalucía. La torre campanario es cuadrada y está cubierta por un tejado de cerámica vidriada. Es sede de la Cofradía del Santo Cristo de la Vera-cruz, Santo Cristo Atado a la Columna y María Santísima Virgen Blanca.